# Le Soler
Le Soler (tiếng Catalunya: El Soler) là một xã trong tỉnh Pyrénées-Orientales, vùng Occitanie phía nam nước Pháp. Xã Le Soler nằm ở khu vực có độ cao trung bình 73 mét trên mực nước biển.